# Her Big Story

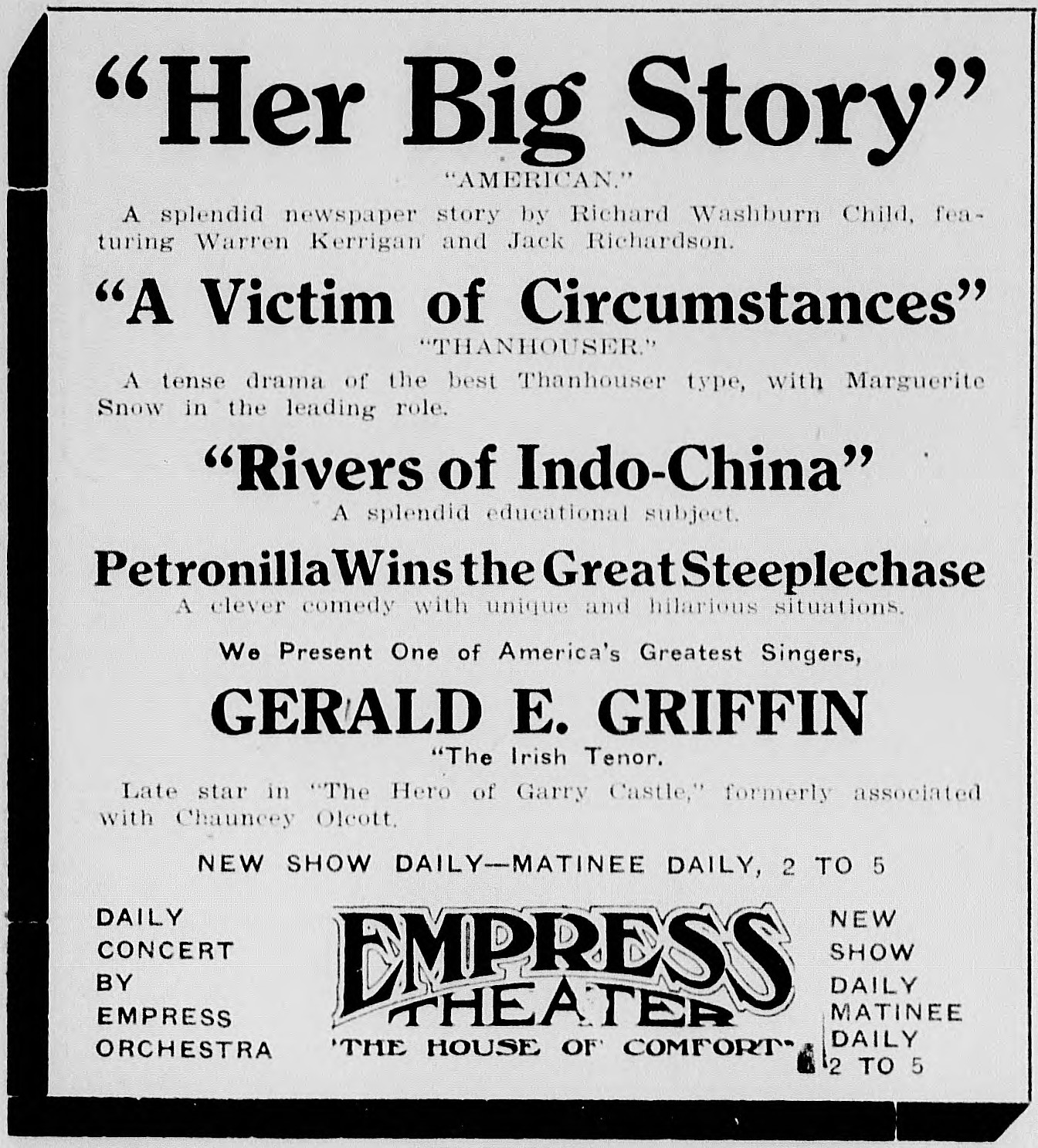
Publicité du film dans un journal

Her Big Story est un film muet américain réalisé par Allan Dwan et sorti en 1913.

## Fiche technique
- Titre : Her Big Story
- Réalisation : Allan Dwan
- Scénario : Richard Washburn Child (d'après sa nouvelle)
- Genre : Film dramatique
- Production : American Film Manufacturing Company
- Dates de sortie :
  - États-Unis : 31 mai 1913

## Distribution
- J. Warren Kerrigan : Joel Hammond
- Charlotte Burton : Beatrice Nevin
- Jack Richardson : le maire
- William Tedmarsh : le directeur du journal
- George Periolat : George Huestiss